# ハドリー・リル隕石

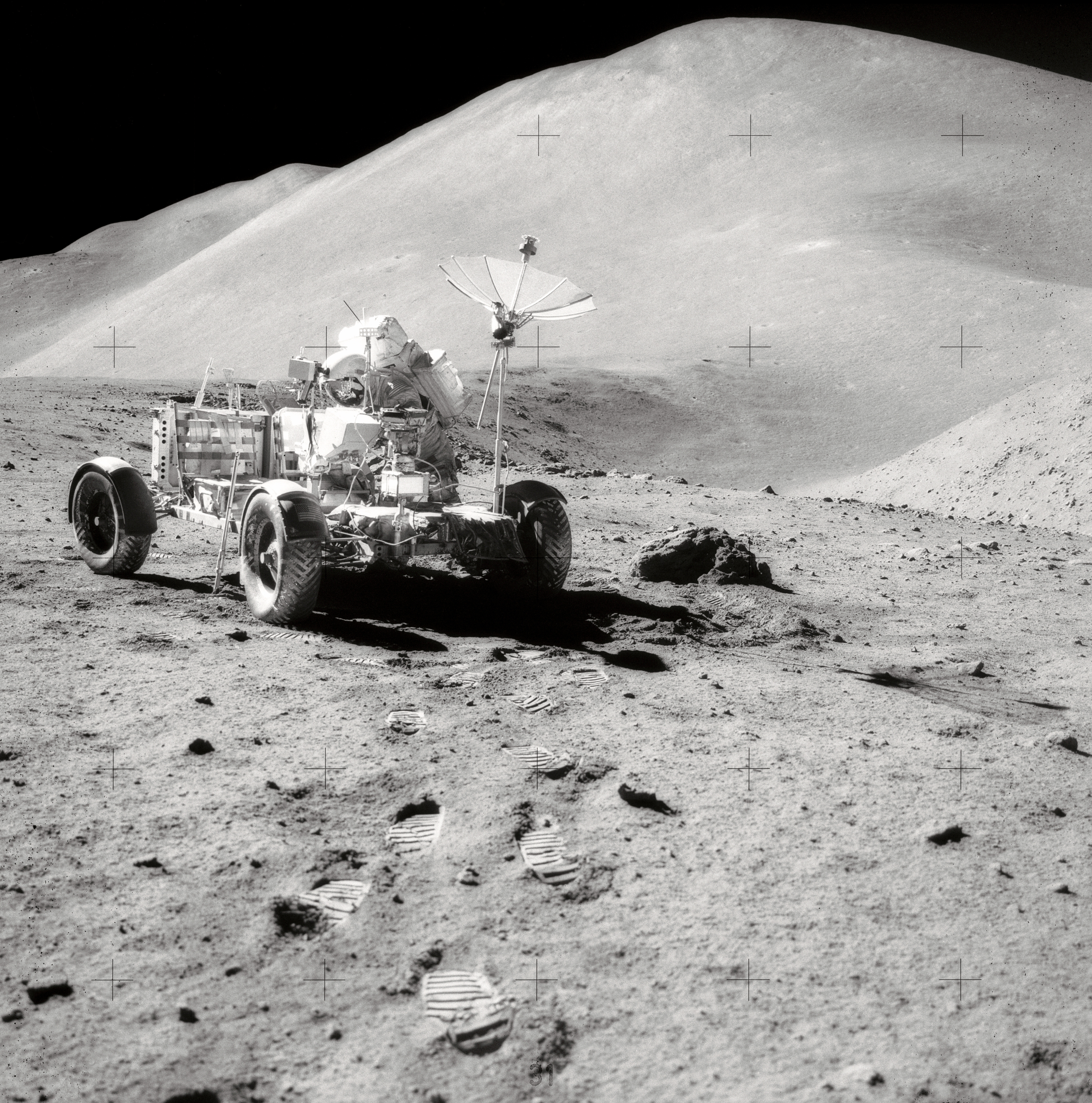
ハドリー溝（右側）の近くに立つアポロ15号船長のデイヴィッド・スコット。ハドリー・リル隕石は、このミッションで採集されたサンプルの中から発見された。写真に写る大きな岩は隕石ではない。

ハドリー・リル隕石(ハドリー・リルいんせき、英: Hadley Rille meteorite)は、月面上の北緯26度26分0秒、東経3度39分20秒の地点で、1971年のアポロ15号の活動中に発見された隕石である。地球以外の太陽系の天体で発見された2つ目の隕石となった。1つ目は1969年に発見されたベンチ・クレーター隕石である。

## 特徴
15602の土壌サンプルのうち、ハドリー溝付近で採取された29のサンプルに、1-2mmの大きさの物体が発見された。ハドリー・リル隕石は約3mgで、頑火輝石、カマサイト、ニニンジャライト、二酸化ケイ素、シュライバーサイト、トロイリ鉱、曹長石、ダウブリール石を含む。国際隕石学会によって、エンスタタイト・コンドライトに分類された。